# Ostromirevangeliet

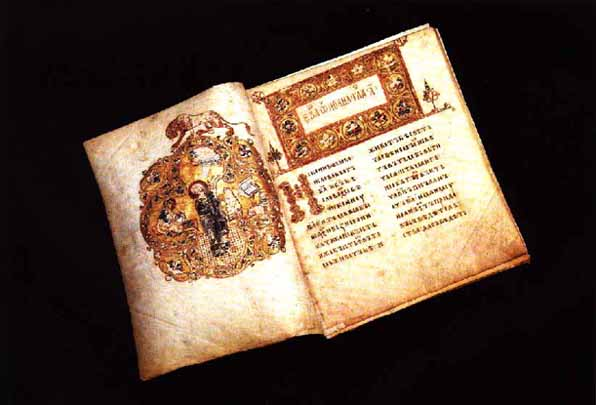
Ostromirevangeliet

Ostromirevangeliet är en gammal fornöstslavisk handskrift, skriven 1056–57 av diakonen Grigorij för den novgorodske ståthållaren Ostromir. Texten, som omfattar 294 pergamentblad och försedd med färglagda bilder av Johannes, Lukas och Markus, är av östslaviskt ursprung och har stor språkvetenskaplig betydelse. Den utgavs första gången 1843 av Aleksandr Vostokov samt i faksimil 1883 och 1889. 